# 圣日耳曼新城
圣日耳曼新城（法語：Villeneuve-Saint-Germain，法語發音：[vilnœv sɛ̃ ʒɛʁmɛ̃]）是法国上法蘭西大區埃纳省的一个市镇，属于苏瓦松区。

## 地理
圣日耳曼新城（49°22'45"N, 3°21'31"E）面积4.54 平方千米，位于法国上法蘭西大區埃纳省，该省份为法国北部内陆省份，北起北部省，西接索姆省和瓦兹省，东临阿登省和马恩省，西南至塞纳-马恩省，东北部与比利时接壤。
与圣日耳曼新城接壤的市镇（或旧市镇、城区）包括：埃纳河畔比利、比西勒隆、苏瓦松、沃尼泽勒。

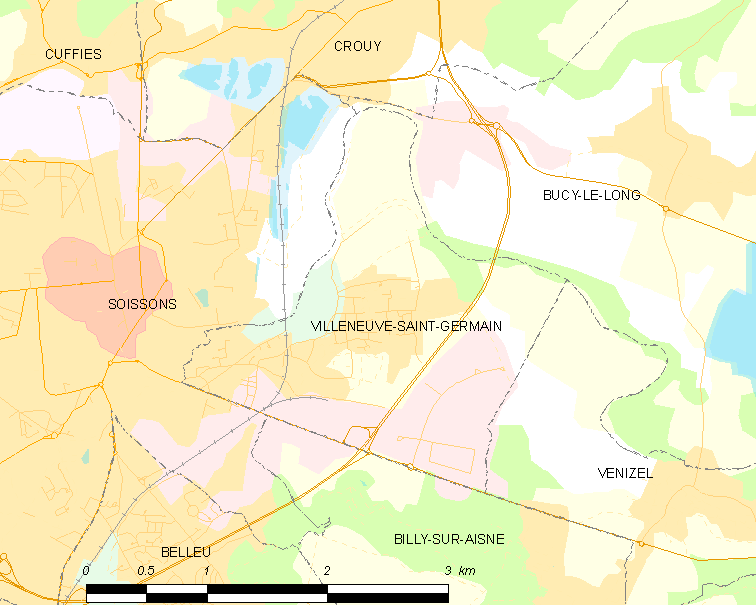
圣日耳曼新城的OSM定位图

圣日耳曼新城的时区为UTC+01:00、UTC+02:00（夏令时）。

## 行政
圣日耳曼新城的邮政编码为02200，INSEE市镇编码为02805。

## 政治
圣日耳曼新城所属的省级选区为苏瓦松第一县。

## 人口

1962-2008年间圣日耳曼新城人口变化图示

圣日耳曼新城于2022年1月1日时的人口数量为2585人。